# コペル
コペル（スロベニア語: Koper IPA: [ˈkòːpəɾ]）は、スロベニアの自治体・都市である。イタリア語名カポディストリア (Capodistria)。クロアチア語名コパル (Kopar)、ドイツ語名Gafers。行政上はコペル特別市（スロベニア語: Mestna občina Koper; イタリア語: Comune città di Capodistria）と呼ばれ、同名の地区を含む54の地区から成る。

## 概要
イタリア、クロアチアとの国境に面し、イタリアの都市トリエステとクロアチアの都市ブイェに接している。スロベニア語と共に、イタリア語が市の公用語となっている。
市街にはコペル港が面しており、貿易の拠点である。イタリア領とクロアチア領の間を縫って、海まで伸びる回廊状のスロベニア領の尖端に位置する、スロベニア唯一の商業港である（商業港以外では、コペルに隣接する小さな港町イゾラと軍港を持つピランがある）。一方、かつてコペル港を構成していたアンカラン地区は市政府との港をめぐる対立から、2011年に単独の自治体へ分離独立している。
人口は52,630人（2020年推計）で国内の自治体では4番目に多い。そのため通常の市（基礎自治体）ではなく特別市という扱いとなっている。プリモルスカ大学のキャンパスがある。

## 歴史
コペルはアドリア海の北東岸、イーストラ半島の付け根に古代から形成された都市であり、古代ギリシア時代にはAegidaと呼ばれたが、後にラテン語のコペルと改称され、以後定着した。ユスティノポリス (Justinopolis) とも呼ばれた。
1278年、ヴェネツィア共和国領となった。1797年、オーストリア帝国領となり、トリエステの一部とされた。当時の最多民族はイタリア人で、第一次世界大戦でイタリア王国領となった。
第二次世界大戦ではユーゴスラビアが占領し、トリエステ自由地域の一部を経てユーゴスラビアに編入された。この過程で、イタリア系住民のほとんどはイタリア本土への難民となり、スロベニア人が最多民族となった。
1991年のスロベニア独立により、コペルはスロベニア唯一の商業港となった。2014年にアンカラン地区が分離した。

## スポーツ
- FCコペル - サッカークラブ

## 出身者
- マリンコ・ガリッチ - サッカー選手
- マテイ・マヴリッチ - サッカー選手
- アリャジュ・ストゥルナ - サッカー選手
- レオ・シュトゥラツ - サッカー選手
- ドメン・チルニゴイ - サッカー選手
- ティンカラ・コヴァチュ - ミュージシャン